# Рюген
54°25′00″ пн. ш. 13°25′00″ сх. д. / 54.41667° пн. ш. 13.41667° сх. д.

Рю́ген, Руян (полаб. Rana, н.-луж. Rujany, Rjana, в.-луж. Rujany, пол. Roja, Ruja, Rujana, Rugia, лат. Rugia, нім. Rügen) — острів в Балтійському морі, найбільший острів на території Німеччини. Входить до складу федеральної землі Мекленбург-Передня Померанія. Східне узбережжя острова виходить в західну частину Поморської бухти. Острів дуже фрагментований і має у своєму складі багато мисів, кіс і півостровів. Має у своєму складі острови Уманз (нім. Ummanz) і Гіддензе (нім. Hiddensee).

## Географія
Рюген розташований недалеко від північно-східного узбережжя Німеччини в Балтійському морі. 

Міст Рюгендам (нім. Rügendamm), який перетинає протоку Штрелазунд, з'єднує острів автомобільним і залізничним сполученням з материком (містом Штральзунд).

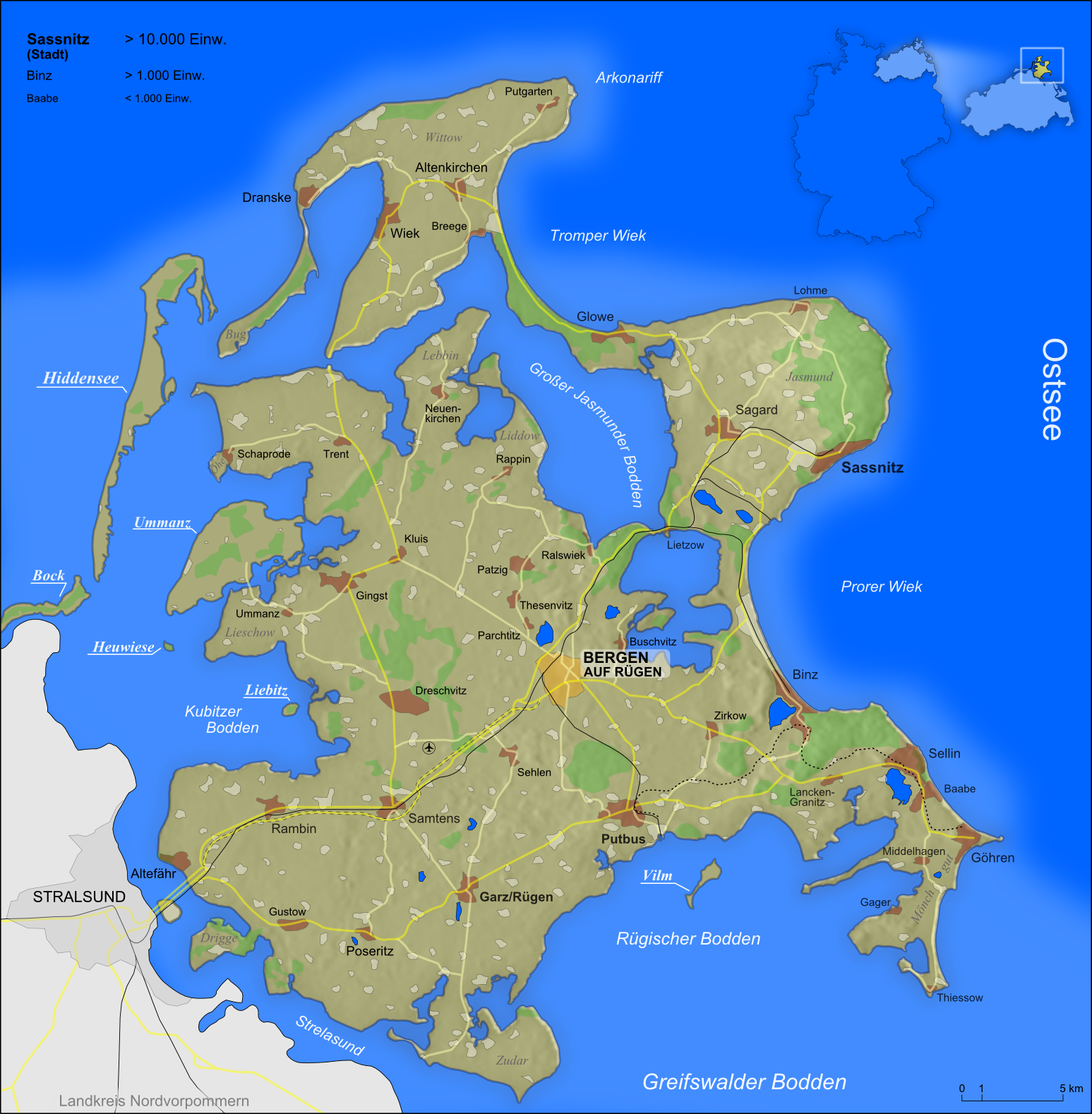
Детальна Карта острова Рюген

Площа острова 926,4 км² або 974 км² якщо включені всі сусідні маленькі острови, а максимальний діаметр становить 51,4 км з півночі на південь, і 42,8 км зі сходу на захід.. Із загальної 574 -кілометрової берегової лінії, 56 км становлять піщані пляжі Балтійського моря, і 2,8 км піщаних пляжів заток; найвищі точки знаходяться на півострові Ясмунд: Piekberg (161 м) і Königsstuhl (117 м).
Ядро острова складає масив суші під назвою Мутланд (нім. Muttland), оточений кількома півостровами, що лежать на північ: півострови Віттов і Ясмунд, пов'язаних один з одним косою Шаб (нім. Schaabe), а з Мутландом — косою Шмаль-Гайде (нім. Schmale Heide) як мостом в пункті Літцов (нім. Lietzow). Північні півострови відокремлені від Мутланда кількома затоками, найбільшими з яких є нім. Großer Jasmunder Bodden і нім. Kleiner Jasmunder Bodden. 

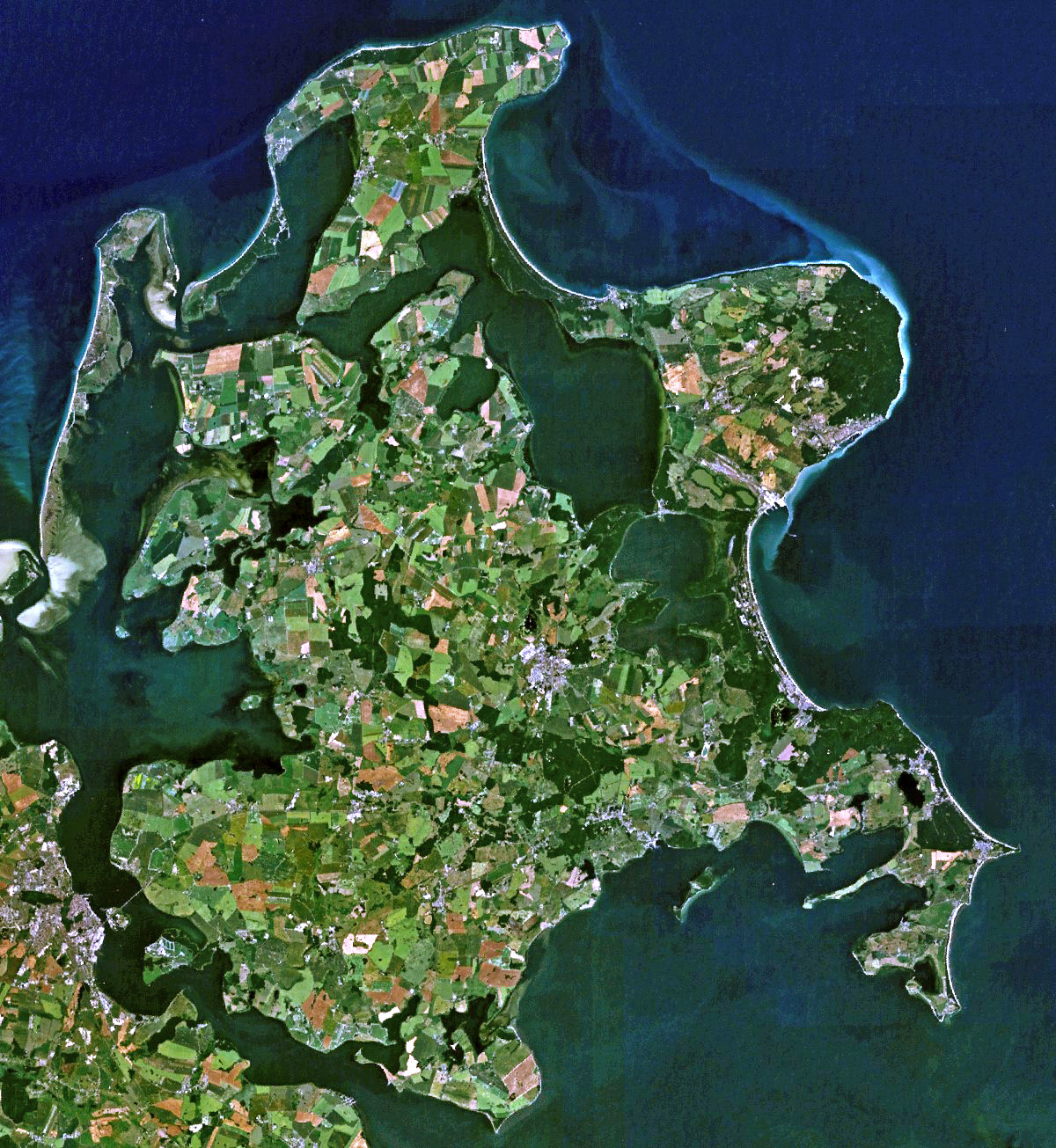
Острів з космосу

Основні півострови на півдні є Зудар (Zudar) і Менґгут (нім. Mönchgut, пол. Mnichów) (на південному сході), які омиваються водами затоки Грайфсвальд (нім. Bay of Greifswald). Дрібнішими півостровами є: Дріг (нім. Drigge) на південному заході. 

На заході — півострів: Лішов (нім. Lieshow)

На півночі в склад острова входить півострів Віттов з мисом Аркона і Ясмунд.

Острови: Лібітц (нім. Liebitz), Heuwiese, Bock, Уманз (нім. Ummanz), Гіддензе (нім. Hiddensee), Вільм (нім. Wilm), Денгольм (нім. Dänholm)
На острові Рюген знаходяться два німецьких національних парки: нім. Western Pomerania Lagoon Area National Park — на Заході (в тому числі Гіддензе), і нім. Jasmund National Park, в тому числі маленький парк, знаменитий крейдяними скелями — нім. Königsstuhl.

Існує також заповідник нім. Southeast Rügen Biosphere Reserve, що складається з півостровів південного-сходу.

## Геологія
На узбережжі Балтійського моря — від острова Рюгена до Західної Двіни — здавна видобували бурштин. Острів відомий покладами високоякісної крейди.

## Клімат
Клімат помірний морський. Зими особливо не холодні з середніми температурами в січні і лютому 0.0 °C і літо прохолодне з середньою температурою в серпні 16.3 °C. Середня кількість опадів 520—560 мм і приблизно 1800—1870 годин сонячного світла щорічно.

## Історія

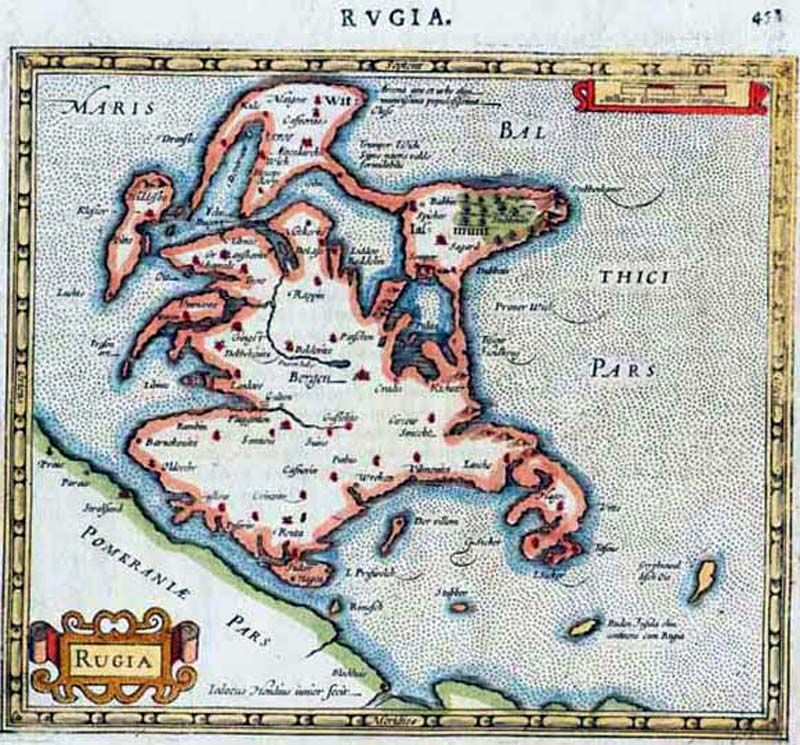
карта острова Руяна (Рюген) від Ґерарда Меркатора (1512—1594 років)

Острів мав слов'янську назву Руян. У середньовіччі — це територія західнослов'янського племені руян, з релігійним центром в Арконі (північний півострів Віттов). У 1130 р. острів був захоплений Болеславом Кривоустим. Руяни без бою визнали верховенство князя Болеслава. Згодом, у 1168 році території Рюгена були захоплені данцями. Це стало початком утворення Ругійського князівства. У 1325, після смерті князя Віслава III, територія перейшла під владу князів Померанії, і в кінцевому підсумку стала частиною Німецької імперії.
На острові Рюген було останнє язичницьке святилище в Західній Європі. Це був храм Святовита, спалений за наказом данського короля Вальдемара I 12 червня 1168 року.

## Адміністрування
Острів Рюген і прилеглі острови адміністративно підпорядковується району Передня Померанія-Рюген в північно-східній частині землі Мекленбург-Передня Померанія.
Територія острова поділена між 45 громадами, чотири з яких мають статус міста Берген (нім. Bergen), Гарц (нім. Garz), Путбус (нім. Putbus) і Зассніц (нім. Sassnitz)

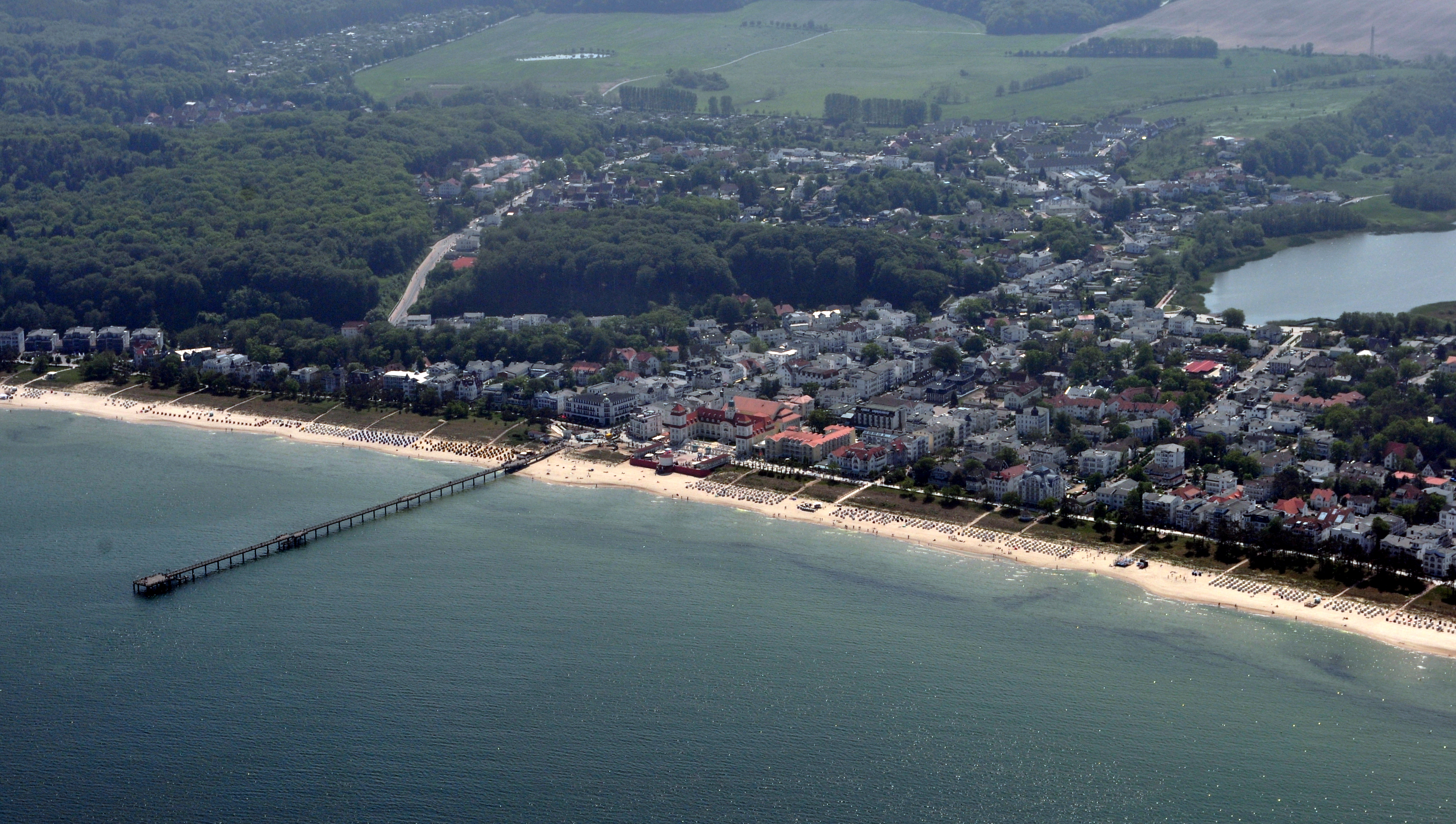
Бінц
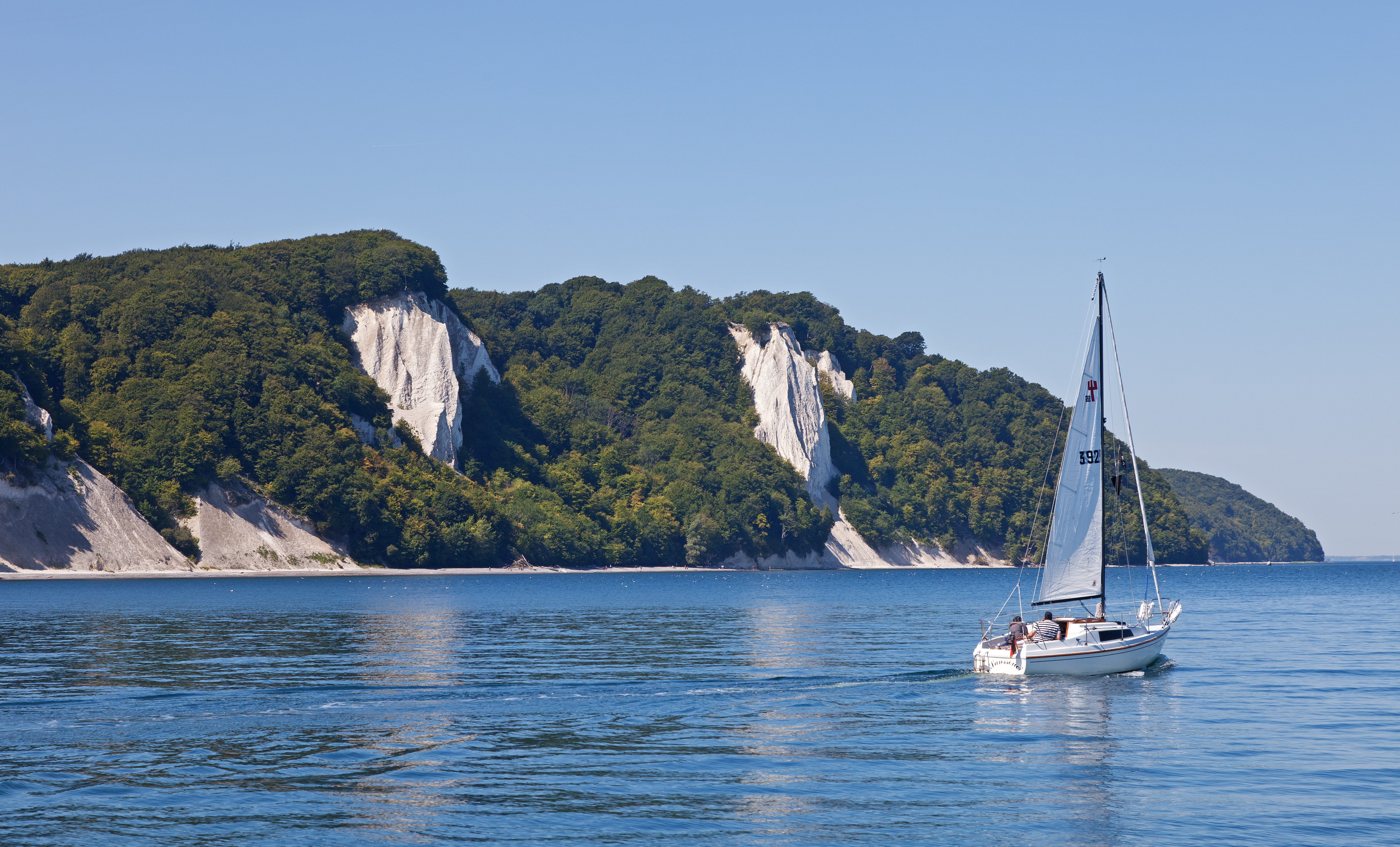
Національний парк Ясмунд

## Міста
- Берген
- Зассніц
- Путбус
- Гарц
- Бінц
- Зеллін

## Транспорт
Рюген зв'язаний мостом, де є автомобільна дорога і залізниця, з містом Штральзунд.